# Toddybladet
Toddybladet ("Bladet") är en studentikos tidning utgiven av Toddybladsredaktionen, en del av Toddydagsutskottet inom Medicinska Föreningen Lund-Malmö. 
Toddybladet utkommer en gång per år sedan 1897 på Den Stora Toddydagen och säljs i Lund med omnejd. Det första Toddybladet utkom 1894 (möjligen 1895) och hette Sonden. 
Innehållet följer en viss form, som varit mer eller mindre konstant över åren. En alfabetsramsa brukar inleda, för att sedan följas av en ledare författad av den ständige chefredaktören Hugo W. Todd. Därefter följer en mer eller mindre häcklande presentation av någon välkänd lärare inom medicinska fakulteten. Tidningen innehåller också en påhittad frågespalt, som uppges författad av Fru Greta Goebbels-Hansen (f. Hess). 
En viktig, och ofta svårtolkad del av tidningen är programmet för Toddydagen, som är den högtid hos Medicinska Föreningen på vilken Toddybladet säljs.  
Bladet har alltid en ny titel och har de senaste åren parodierat andra tidskrifter, bland annat "kyrkans tidelag", 2009 och "Aftongroggen", 2010. Tidigare hade det endast roliga namn som "Organet" och "Anatombomben", 1945.  
Försäljningen sköts av förstaårsstudenter på läkarutbildningen, så kallade Toddygumbor. Dessa är utklädda i läkarrock och ofta skyddsglasögon samt huvudbonad. De behövs då stadens ungdom skjuter ärtor och kastar ägg på dem. Oftast är Toddygumborna mer eller mindre berusade, i alla fall förr. Dagen avslutas med en stor fest på Akademiska Föreningen.
År 2021 slog gumbatruppen, Toddygubbarna och Toddygummorna, HT20/VT21 säljrekord när de sålde Toddyblad för totalt 69 000 kr.[källa behövs]
Varje år anklagas tidningen för att vara sexistisk, rasistiskt och allmänt inkorrekt av olika kulturskribenter och korrekt allmänhet.